# Nine (Blink-182)
Nine è l'ottavo album in studio del gruppo musicale statunitense Blink-182, pubblicato il 20 settembre 2019 dalla Columbia Records.

## Descrizione
Il titolo dell'album, come spiegato dal bassista Mark Hoppus, è un riferimento al numero complessivo delle pubblicazioni del gruppo, che ha tenuto conto anche del demo Buddha.

## Tracce
1. The First Time – 2:26 (Mark Hoppus, Travis Barker, Matt Skiba, John Feldmann, Jim Lavigne, John Mitchell)
2. Happy Days – 2:59 (Mark Hoppus, Travis Barker, Tim Pagnotta, Sam Hollander, Matt Malpass)
3. Heaven – 3:17 (Mark Hoppus, Travis Barker, Matt Skiba, John Feldmann, Chris Greatti)
4. Darkside – 3:00 (Mark Hoppus, Travis Barker, Matt Skiba, John Feldmann)
5. Blame It on My Youth – 3:05 (Mark Hoppus, Travis Barker, Matt Skiba, Sam Hollander, Tim Pagnotta, Matt Malpass)
6. Generational Divide – 0:49 (Mark Hoppus, Travis Barker, Matt Skiba, John Feldmann, Benjamin Berger, Ryan McMahon, Ryan Rabin)
7. Run Away – 2:27 (Mark Hoppus, Travis Barker, Matt Skiba, John Feldmann, John Mitchell)
8. Black Rain – 2:46 (Mark Hoppus, Travis Barker, Matt Skiba, John Feldmann)
9. I Really Wish I Hated You – 3:11 (Mark Hoppus, Travis Barker, Matt Skiba, John Feldmann, Andrew Watt, Ali Tamposi, Nathan Perez)
10. Pin the Grenade – 2:59 (Mark Hoppus, Travis Barker, Matt Skiba, John Feldmann, Alex Schwartz, Joe Khajadourian, Jake Torrey)
11. No Heart to Speak Of – 3:40 (Mark Hoppus, Travis Barker, Matt Skiba, John Feldmann, Matt Malpass)
12. Ransom – 1:25 (Mark Hoppus, Travis Barker, Matt Skiba, John Feldmann)
13. On Some Emo Shit – 3:09 (Mark Hoppus, Travis Barker, Matt Skiba)
14. Hungover You – 2:58 (Mark Hoppus, Travis Barker, Matt Skiba, John Feldmann, John Mitchell, Jim Lavigne)
15. Remember to Forget Me – 3:29 (Mark Hoppus, Travis Barker, Matt Skiba, John Feldmann, JP Clark, Jaramye Daniels)

Traccia bonus nell'edizione giapponese
1. Out of My Head – 2:23

## Formazione
Gruppo
- Mark Hoppus – voce, basso
- Travis Barker – batteria, pianoforte e programmazione della batteria (tracce 11, 14 e 15)
- Matt Skiba – voce, chitarra

Altri musicisti
- Brian Philips – programmazione e cori (traccia 5)
- Ian Walsh – programmazione (traccia 5)
- Sam Hollander – cori (traccia 5)
- Tim Pagnotta – cori (traccia 5)
- Andrew Watt – strumentazione, programmazione, chitarra e voce (traccia 9)
- Happy Perez – strumentazione, programmazione e chitarra (traccia 9)
- John Feldmann – strumentazione, programmazione e chitarra (traccia 9)

Produzione
- John Feldmann – produzione (eccetto tracce 2, 5 e 13)
- Scot Stewart – ingegneria del suono (eccetto tracce 2 e 5), missaggio aggiuntivo (tracce 6 e 12)
- Neal Avron – missaggio (tracce 1-3, 8)
- Chris Athens – mastering (eccetto traccia 9)
- Tim Pagnotta – produzione (tracce 2 e 5)
- Michael Bono – assistenza alla registrazione (tracce 3, 7, 10, 14 e 15)
- Dylan Mclean – ingegneria del suono (eccetto tracce 1, 2, 3 e 5), missaggio aggiuntivo (tracce 6 e 12)
- Rich Costey – missaggio (tracce 4, 6, 7, 10, 11, 14 e 15)
- Matt Malpass – produzione e ingegneria del suono aggiuntive (traccia 5), produzione (traccia 13)
- Brian Philips – produzione e ingegneria del suono aggiuntive (traccia 5)
- Ian Walsh – montaggio digitale (traccia 5)
- Manny Marroquin – missaggio (traccia 5)
- Chris Galland – ingegneria al missaggio (traccia 5)
- Robin Florent – assistenza al missaggio (traccia 5)
- Scott Desmarais – assistenza al missaggio (traccia 5)
- KT Pipal – assistenza al missaggio (traccia 6)
- Andrew Watt – produzione (traccia 9)
- Happy Perez – produzione aggiuntiva (traccia 9)
- Șerban Ghenea – missaggio (traccia 9)
- John Hanes – ingegneria al missaggio (traccia 9)
- Andrew "Schwifty" Luffman – coordinazione alla produzione (traccia 9)
- Zvi "Angry Beard Man" Edelman – coordinazione alla produzione (traccia 9)
- Sarah "Goodie Bag" Shelton – coordinazione alla produzione (traccia 9)
- Drew "Grey Poupon" Salamunovich – coordinazione alla produzione (traccia 9)
- Jeremy "Jboogs" Levin – coordinazione alla produzione (traccia 9)
- David "Dsilb" Silberstein – coordinazione alla produzione (traccia 9)
- Samantha Corrie "SamCor" Schulman – coordinazione alla produzione (traccia 9)
- Dave Kutch – mastering (traccia 9)
- Zakk Cervini – missaggio (tracce 12 e 13)
- Nik tretiakov – assistenza al missaggio (tracce 12 e 13)
- Travis Barker – produzione (traccia 13)
- The Futuristics – produzione aggiuntiva (traccia 13)

## Classifiche
| Classifica (2019)          | Posizione massima |
| -------------------------- | ----------------- |
| Australia                  | 4                 |
| Austria                    | 8                 |
| Belgio (Fiandre)           | 16                |
| Belgio (Vallonia)          | 48                |
| Canada                     | 5                 |
| Francia                    | 55                |
| Germania                   | 4                 |
| Italia                     | 11                |
| Nuova Zelanda              | 21                |
| Paesi Bassi                | 37                |
| Portogallo                 | 48                |
| Regno Unito                | 6                 |
| Regno Unito (rock & metal) | 1                 |
| Spagna                     | 25                |
| Stati Uniti                | 3                 |
| Stati Uniti (rock)         | 1                 |
| Svezia                     | 58                |
| Svizzera                   | 13                |